# Frederic Sonnet
Frederic Sonnet (* 25. September 1971 in Brüssel) ist ein ehemaliger belgischer Tischtennisspieler. In den 1990er Jahren nahm er an vier Weltmeisterschaften und vier Europameisterschaften teil.

## Turnierergebnisse
| Verband | Veranstaltung               | Jahr | Ort              | Land | Einzel     | Doppel        | Mixed      | Team          |
| ------- | --------------------------- | ---- | ---------------- | ---- | ---------- | ------------- | ---------- | ------------- |
| BEL     | Europameisterschaft         | 1998 | Eindhoven        | NED  | letzte 64  | letzte 64     |            | Viertelfinale |
| BEL     | Europameisterschaft         | 1994 | Birmingham       | ENG  | letzte 64  | Viertelfinale |            | Viertelfinale |
| BEL     | Europameisterschaft         | 1992 | Stuttgart        | GER  | Qual.      | letzte 16     | Qual.      | Viertelfinale |
| BEL     | Europameisterschaft         | 1990 | Göteborg         | SWE  | letzte 32  | letzte 32     | letzte 128 | 13            |
| BEL     | Pro Tour                    | 1996 | Kairo            | EGY  | letzte 16  | letzte 16     |            |               |
| BEL     | Pro Tour                    | 2001 | Sheffield        | ENG  | letzte 16  |               |            |               |
| BEL     | World Team Cup              | 1994 | Nimes            | FRA  |            |               |            | 3             |
| BEL     | Jugend-Europameisterschaft  | 1989 | Luxemburg        | LUX  |            | Viertelfinale |            |               |
| BEL     | Schüler-Europameisterschaft | 1986 | Louvain-la-Neuve | FRA  |            |               |            | 3             |
| BEL     | Weltmeisterschaft           | 1997 | Manchester       | ENG  | letzte 128 | letzte 32     | letzte 64  | Viertelfinale |
| BEL     | Weltmeisterschaft           | 1995 | Tianjin          | CHN  |            |               |            | Viertelfinale |
| BEL     | Weltmeisterschaft           | 1993 | Göteborg         | SWE  | letzte 32  |               |            | Viertelfinale |
| BEL     | Weltmeisterschaft           | 1991 | Chiba            | JPN  |            | letzte 32     | letzte 64  | 3             |